# Motala bibliotek
Motala bibliotek har sitt huvudbiblioteket i Motala belägen i Folkets Hus, Repslagaregatan 1–3. Folkets hus är beläget vid Vätterpromenaden och stadsparken i de centrala delarna av Motala.
Under 2018 gjordes 239 200 besök på huvudbiblioteket.
I Motala kommun finns också två närbibliotek och biblioteksbussverksamhet 
- Borensbergs bibliotek
- Tjällmo bibliotek
- Biblioteksbuss

## Byggnaden
Byggnaden stod klar för invigning våren 1979. Byggnaden rymmer förutom bibliotek även restaurang, teater, konferenscenter och kulturskola. Byggnaden är ett intressant exempel på den tidens offentliga byggnader. Den påkostade interiören är av särskilt värde och är till stor del oförändrad.

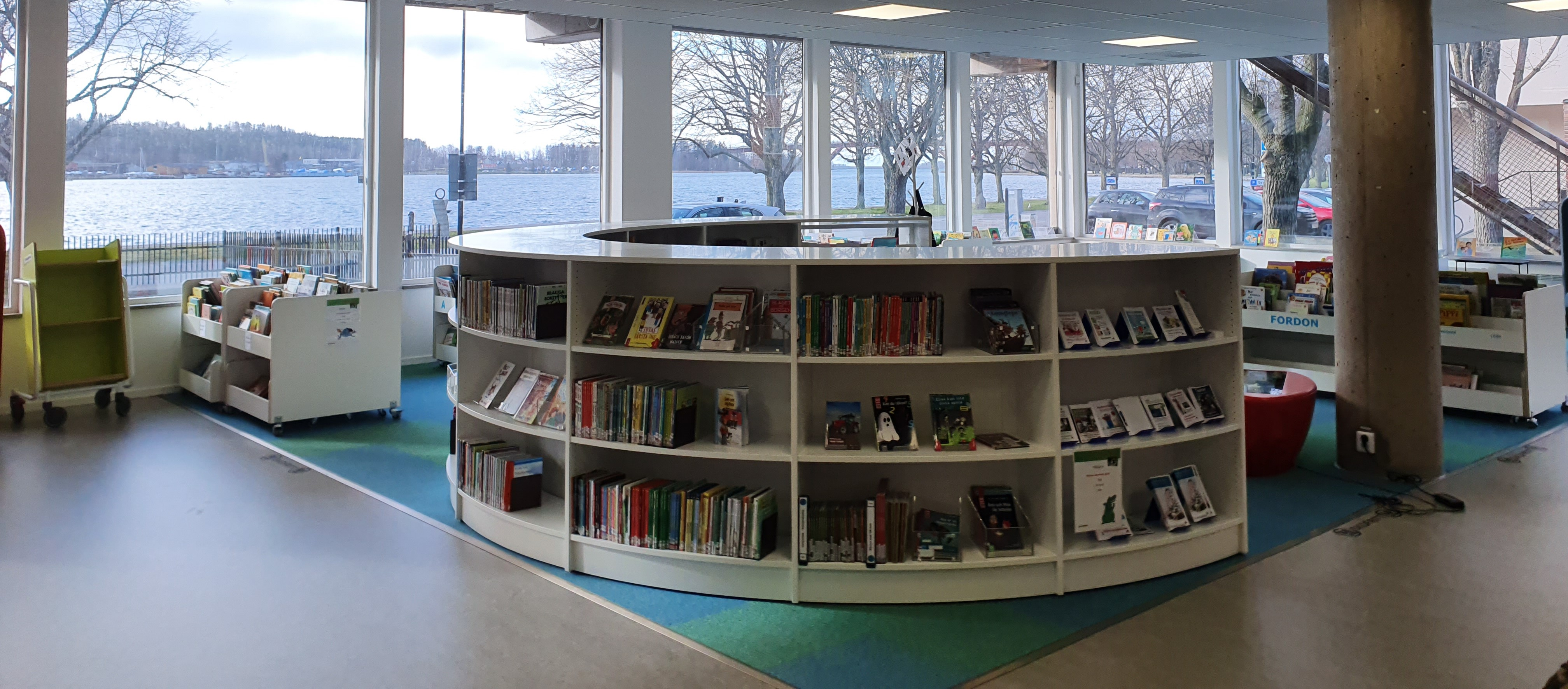
Interiör från Barnavdelningen.

År 2019–20 genomfördes en omfattande renovering av biblioteket, ett samarbete mellan arkitektkontoret Arkitema Architects och personalen. Numera är det ljusare lokaler som är mer anpassade för en modernare biblioteksverksamhet. Utsikten mot Vättern har blivit mer framträdande. Interiörmässigt syns rundare bokhyllor, ny småbarnsavdelning, och fler möjligheter för digitala verksamheter.
Konstnärlig utsmyckning av huvudbiblioteket består av:
- Super-Mario av Pappas pärlor (Johan Karlgren), och 15 barn i Digitala verkstaden
- Väggmålning av Conny Johansson i Gameroom
- Bildväv Bebott av Inger Hasselgren
- Bildväv tre stycken; Raden, Verkstadvägen 86 och Skolgårdagatan 16 av Inger Hasselgren
- Oljemålning Skogsinteriör av Åke Liljeson
- Oljemålning Trädgrupp Irland av Åke Liljeson
- Skulptur Minne och tanke av Ingrid Schöön Holmberg
- Litografi Hundkex och eklöv av Håkan Thorsén
- Litografi Aprilväder av Håkan Thorsén
- Oljemålning Stilleben med krukor av Lars Åke Pettersson

## Historia
Motala bibliotek har sitt ursprung som ett av landets äldsta arbetarbibliotek. 1886 grundades en läsklubb för kroppsarbetare där målet var att upplysa samt på sikt bilda ett bibliotek i Motala. Ett ABF-bibliotek skapades som sedermera slogs ihop med Motala sockens folkbibliotek (grundat 1890).
Motala sockens kommunalhus stod färdigt 1928 och hade tomma lokaler dit sockens folkbibliotek flyttade in. Vid årsskiftet 1947/48 slogs staden och socknen samman och i samband med detta blev socknens folkbibliotek istället ett stadsbibliotek och ett kommunalt bibliotek var ett faktum.
Före 1979 fanns biblioteket i Motala beläget på Östermalmsgatan 91. Det var i det före detta kommunalhuset i Motala uppfört år 1927. Efter inkorporeringen 1948 (sammanslagning av Motala köping och Motala socken) har byggnaden använts som stadsbibliotek till 1979. Byggnaden är uppförd i två våningar efter ritningar av arkitekt Henry William, Motala. Där finns fondmålningar av Motalaarkitekten Elsa Sundling med motiv från Motala.

Väggmålning av Motalaarkitekten Elsa Sundling med motiv från Motala Verkstad.
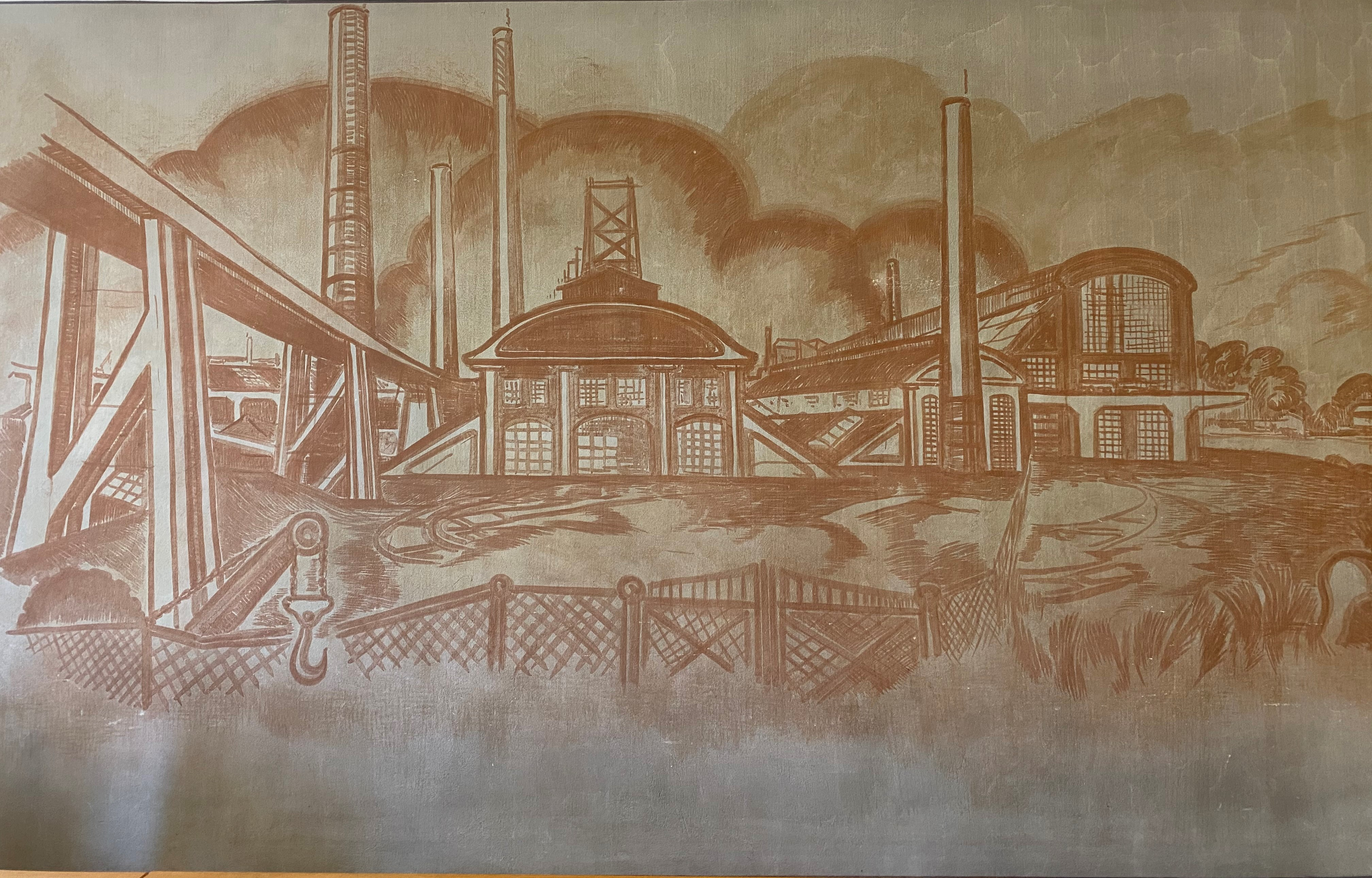
Väggmålning 2  av Motalaarkitekten Elsa Sundling med motiv från Motala Verkstad.

### Bibliotek i Motala Verkstad
Motala Verkstad Arbetareförenings föreningshus i Motala Verkstad ligger vid kanalen nära Värdshuset. Föreningshuset byggdes 1867. Det inrymde några boningsrum, ett biblioteksrum och ett par läsrum samt en större och en mindre sal. I den större salen anordnades teater, som en lång tid var samhällets förnämsta teaterlokal. Den blev mycket använd av såväl föreningens amatörer som av resande teatersällskap. När Arbetareföreningen lades ner 1908 överlämnades bokbeståndet till Folkets Hus (som stod färdigt 1907) i Motala Verkstad, som hade ett biblioteksrum och ett läsrum. När Motala sockens kommunalhus stod färdigt 1928, skänktes böckerna dit. Initialt i ett biblioteksrum med sedan 1948 som stadsbibliotek.

### Motala Köpings bibliotek
Motala Köpings bibliotek började redan 1890 i Samuelsberg gamla skola (låg på samma tomt som Norra skolan på Medevigatan). Fram till 1928 hölls kommunalstämma i staden, på övre våningen i Östgötabankens hus, Bispmotalagatan 3. Där hade även biblioteket sina lokaler 1900–1928.

### Biblioteksfilialer
Mellan år 1963 och 1997 fanns följande biblioteksfilialer:
- Råssnäs 1974–1997
- Holm (Södergården) 1974–1985
- Storgatan 1963–1979
- Fornåsa (Boberg) 1959–1995
- Fågelstad 1981–1995
- Godegård 1971–1998
- Charlottenborg 1982–1986
- Nedanstående filialen tillkom efter kommunsammanslagningen 1972
- Nykyrka 1972–1986
- Österstad 1972–1986
- Lönsås 1972–1986
- Västra Ny 1972–1986
- Medevi 1972–1986
- Degerön 1972–1982
- Tjälltorp 1972–1986

Det har funnits bibliotek i kommunens regi på
- Landstingets sjukhem 1964–1978
- Lasarettet 1978–1987

Det har funnits arbetsplatsbibliotek 1977–1988
- Borens trikå
- CCT/FFV
- Elektrolux
- Lindqvist verkstäder
- Luxor
- Zanda

### DigidelCenter
2017 påbörjades ett treårigt projekt i samarbete med Internetstiftelsen. Projektet heter DigitelCenter och syftar på att främja digital delaktighet. Efter projektet är tanken att verksamheten ska ingå i bibliotekets ordinarie tjänster. DigitelCenter på Motala bibliotek vann pris som årets innovation på Motala Galan 2019. 

## Bilder

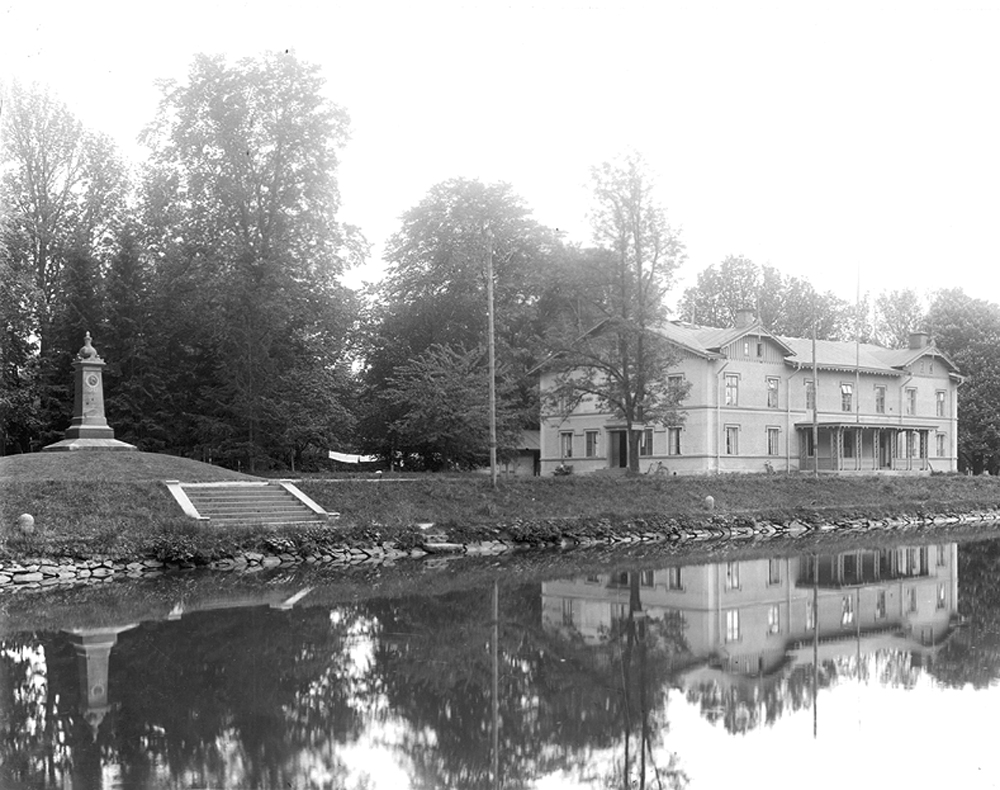
Motala Verkstads föreningshus, biblioteksrum 1867–1908.
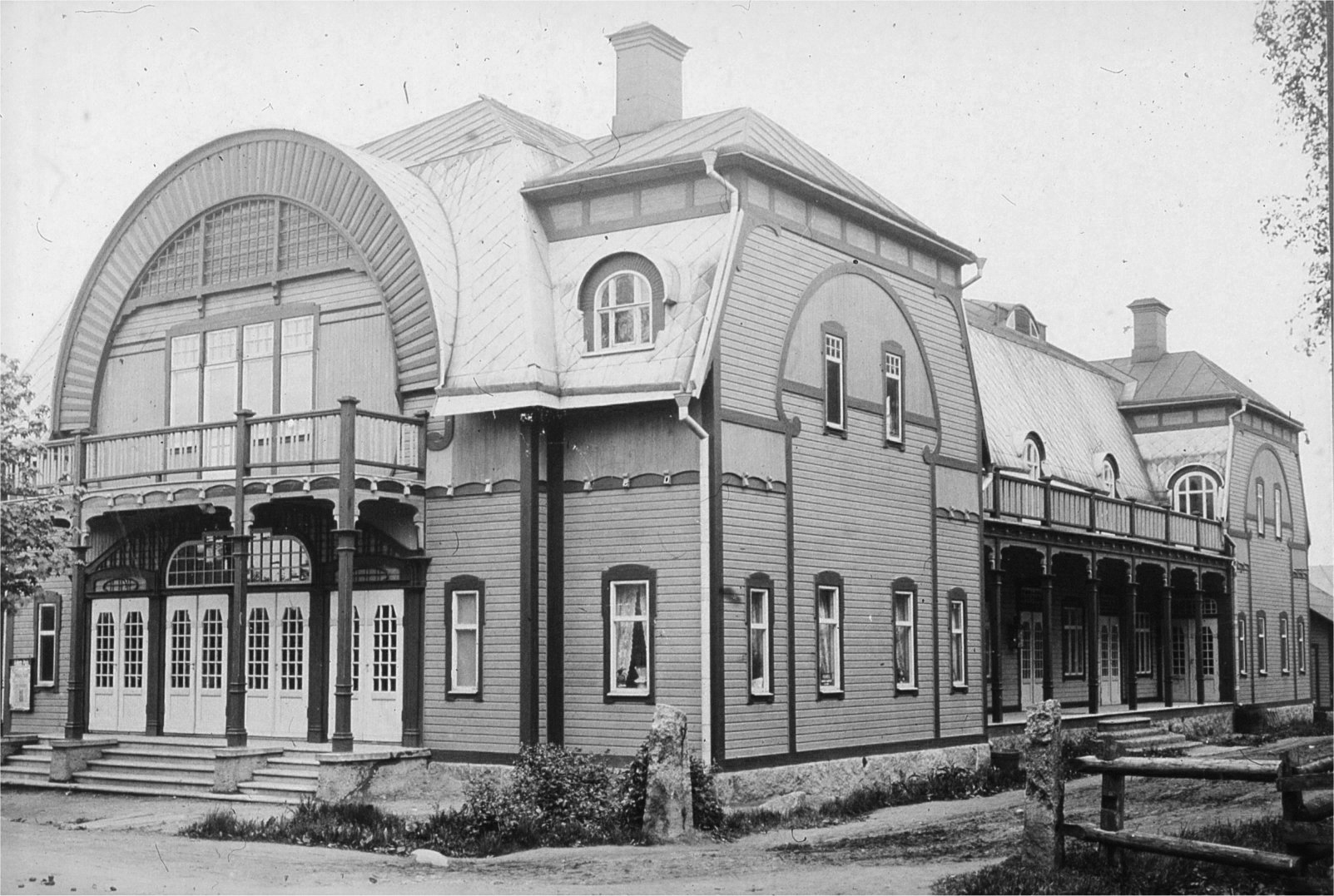
Folkets Hus på Östermalmsgatan, biblioteksrum 1908–1948.
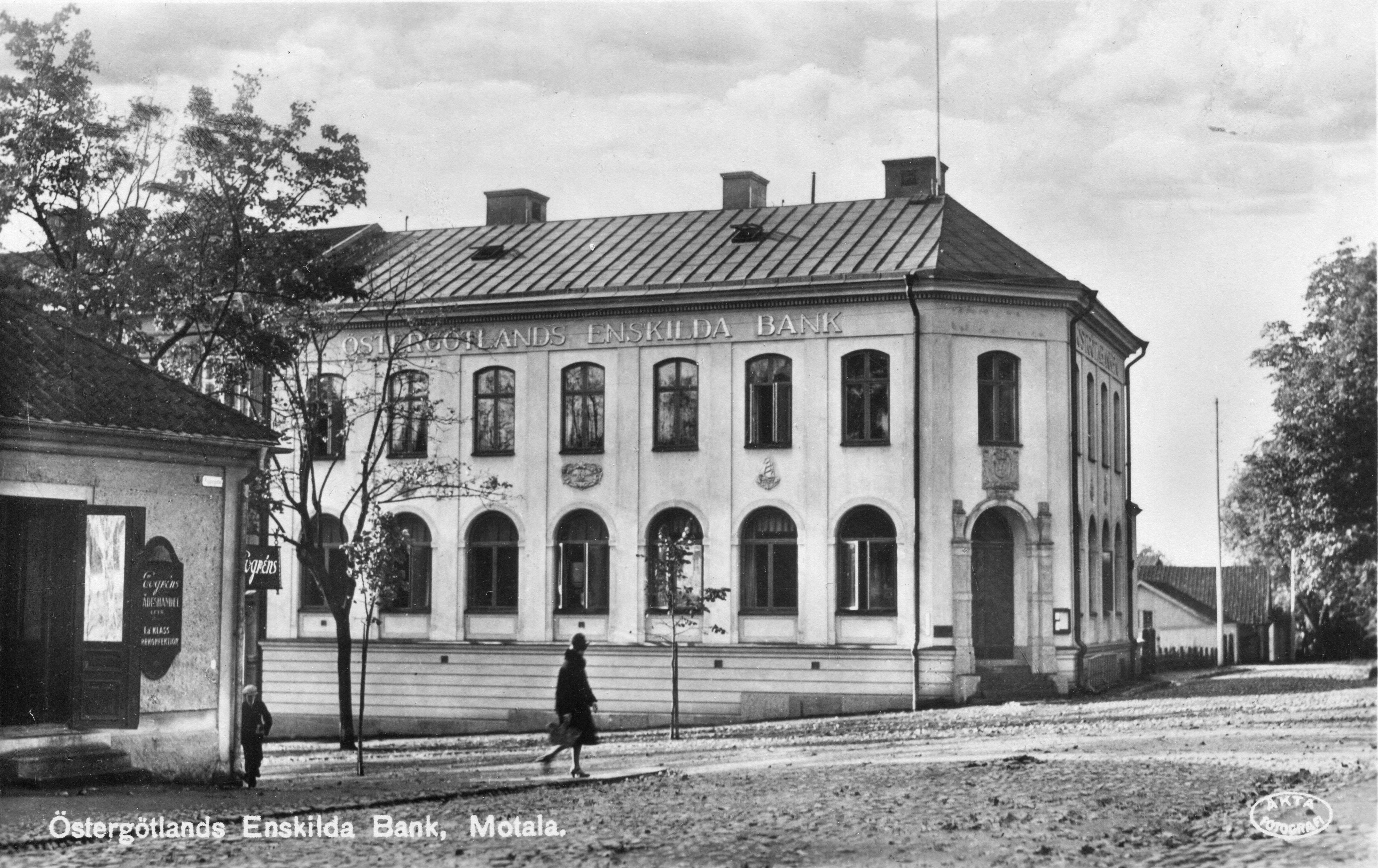
Östgötabanken, Bispmotalagatan 3. Biblioteksrum 1900–1948.
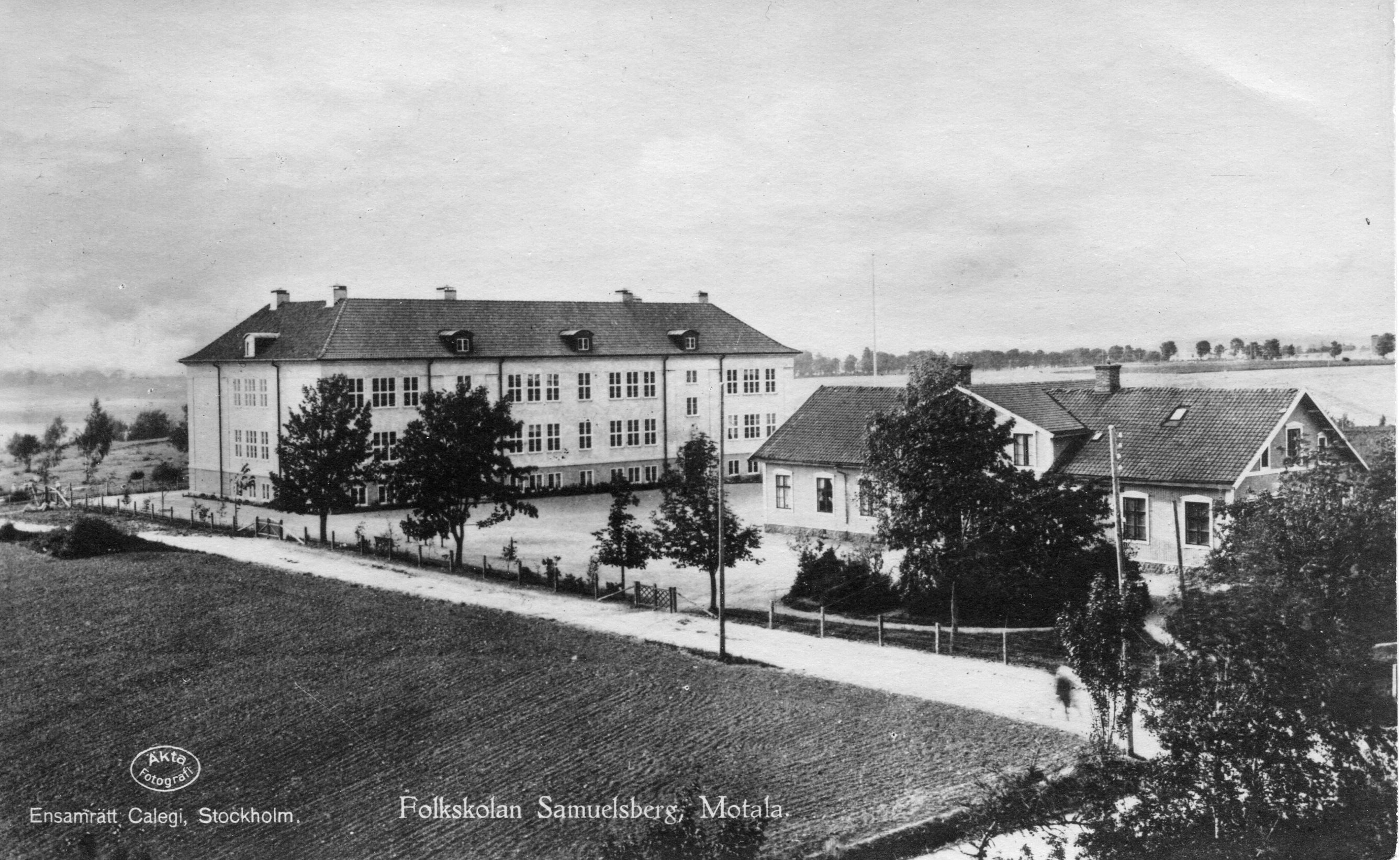
Samuelsbergsskolan, Motala, biblioteksrum 1890–1900.
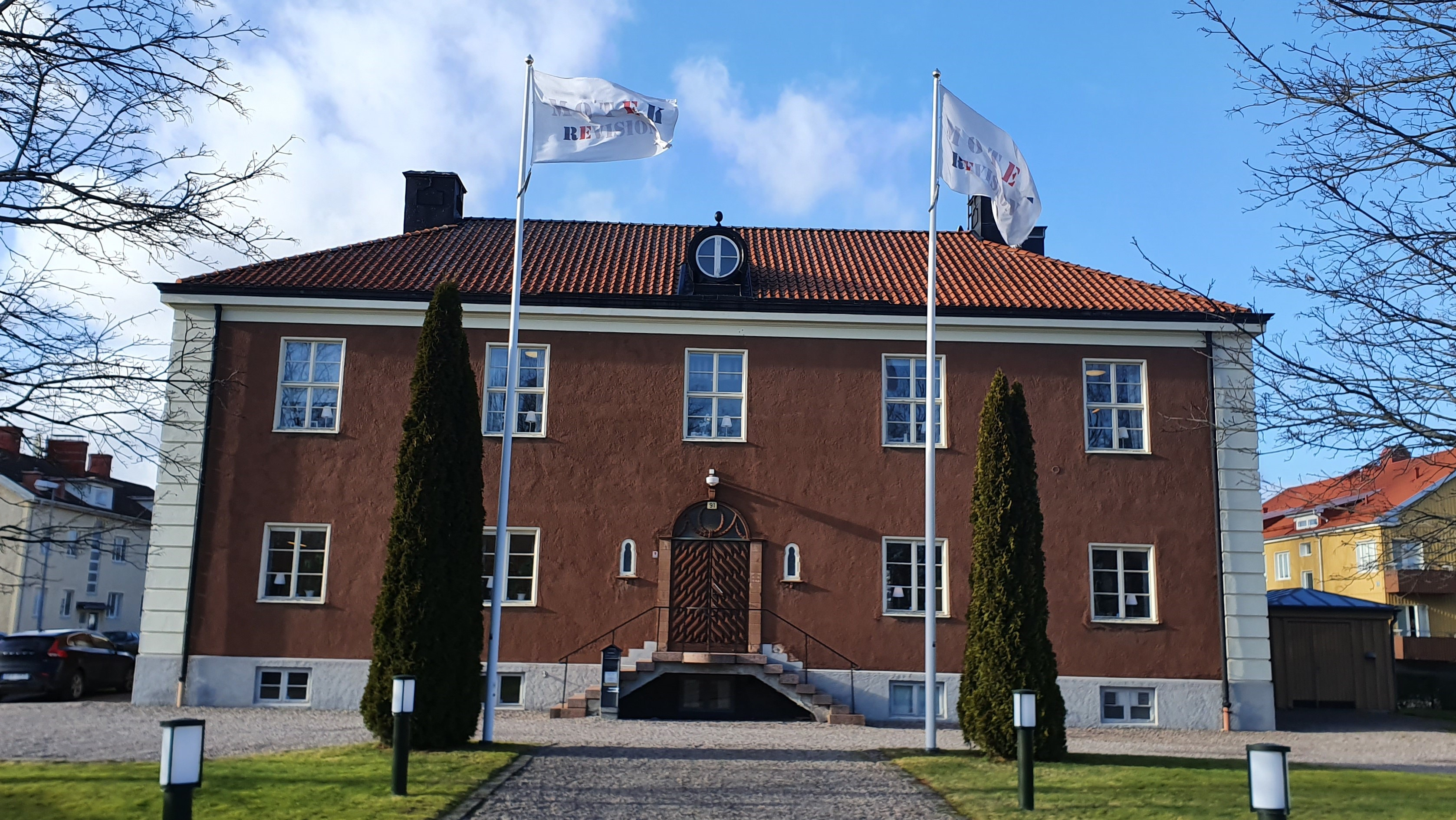
Gamla biblioteket på Östermalmsgatan 1948–1979.